# انا جيلدا
غيلدا أو انا غيلدا (بالاسبانية: Gilda, no me arrepiento de este amor) هو فيلم سيرة ذاتية درامي أرجنتيني إنتاج عام 2016 بطولة ناتاليا أورييرو ولوتارو ديلجادو وخافيير درولاس تدور احداث الفيلم عن حياة وموت المغنية الاستوائية غيلدا الفيلم من إخراج لورينا مونيوز

## القصة
بناءً على حياة المغنية الأرجنتينية، يروي الفيلم قصة جيلدا، وهي معلمة في رياض الأطفال متزوجة ولديها طفلان تكتشف قريبًا انها غير سعيدة وتقرر متابعة أحلامها وتصبح مغنية شعبية، وتشرع في رحلة مضطربة نحو الشهرة.

## فريق العمل
ناتاليا أوريرو في دور جيلدا
لاوتارو ديلجادو في دور راؤول
خافيير درولاس في دور توتي جيمينيز
أنجيلا توريس في دور جيلدا المراهقة
دانييل ميلينغو في دور بابا عمر
سوزانا بامبين في دورماما تيتا
رولي سيرانو في دور تيجري الامادا
روبرتو فاليخوس في دور ريكي ليونار
دييغو كريموني في دور ري
دانيال فالنزويلا في دور والدو
فانيسا وينبرج في دور سوزانا
كتابة: تمارا فينيس، لورينا مونيوز، ماريا لورا جارجاريلا
إخراج: لورينا مونيوز

## جوائز وترشيحات
حصل الفيلم علي 24 ترشيحًا حصد منهم 15 جائزةً بينما فشل في حصد 9 آخرين

### الأكاديمية الأرجنتينية للفنون والعلوم السينمائية
أفضل ممثلة: فاز بها (ناتاليا أورييرو)
أفضل تصميم زي: فاز بها (خوليو سواريز)
أفضل مكياج: فاز بها (البرتو موتشيا)
أفضل صوت: فاز بها (لياندرو دي لوريدو)
أفضل موسيقي اصلية: فاز بها (بيدرو أونيتو)
أفضل ممثل مساعد: ترشح ولم يفز (خافيير درولاس)
أفضل ممثل مساعد: ترشح ولم يفز (رولي سيرانو)

## روابط خارجية
- انا جيلدا على موقع IMDb (الإنجليزية)
- انا جيلدا على موقع روتن توميتوز (الإنجليزية)
- انا جيلدا على موقع فيلمافينيتي (الإسبانية)
- انا جيلدا على موقع قاعدة بيانات الفيلم (الإنجليزية)
- انا جيلدا على موقع ليتربوكسد (الإنجليزية)
- انا جيلدا على موقع كينوبويسك (الروسية)